# Le Pain Quotidien

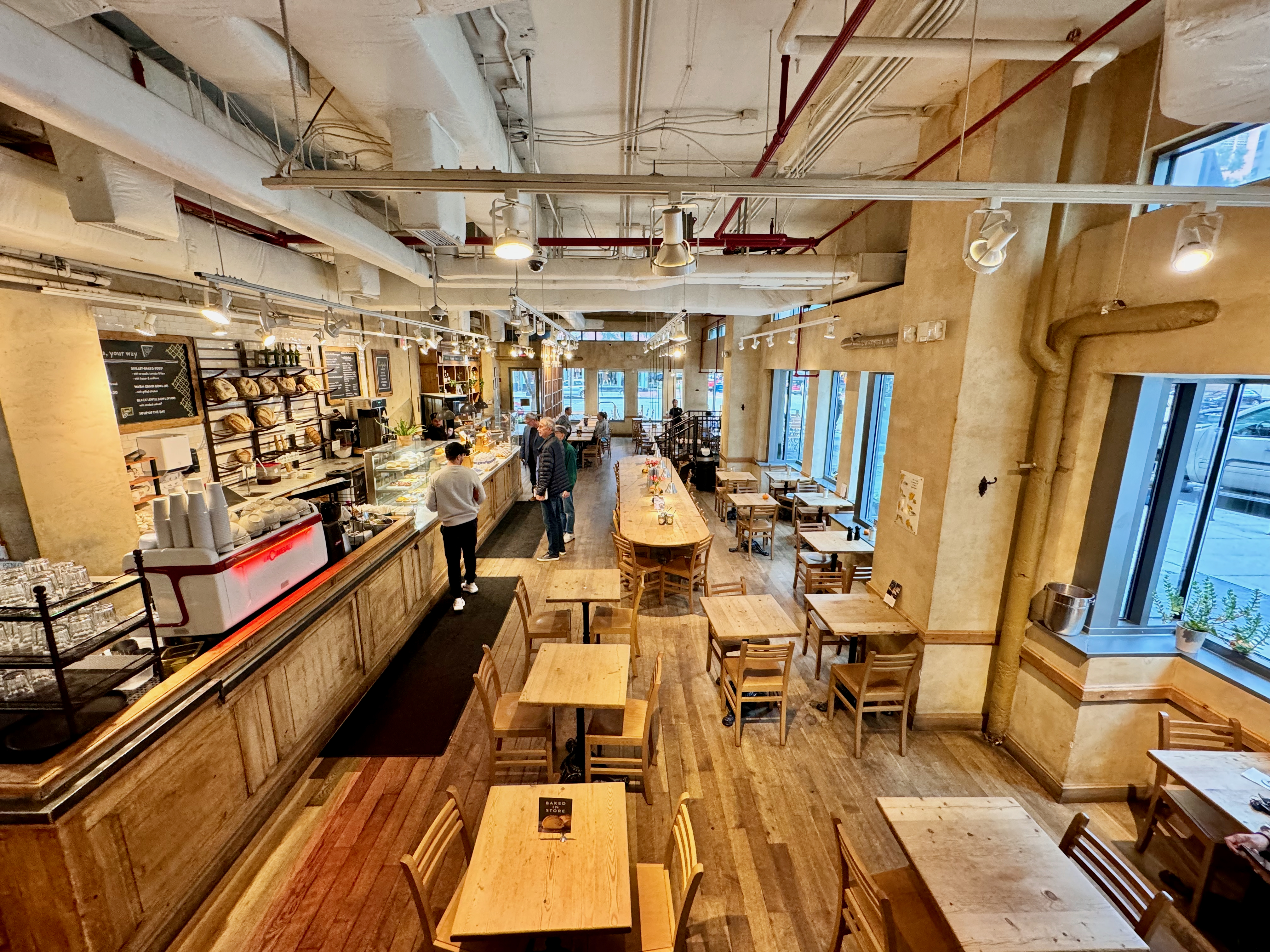
Het interieur van een Le Pain Quotidien in Washington

Le Pain Quotidien (Frans voor Het Dagelijks Brood ), afgekort LPQ, is een internationale keten van bakkerij-restaurants. Het assortiment bestaat uit gebak, brood, salades, sandwiches, dranken en tartines.
Le Pain Quotidien exploiteert wereldwijd meer dan 260 bakkerij-restaurants in 20 landen, waaronder Argentinië, België, Nederland, Groot-Brittannië, Frankrijk, India, Zwitserland, Brazilië, Chili, Mexico, Colombia, Turkije, Spanje, Verenigde Arabische Emiraten, Koeweit, Qatar, Rusland, Japan, Hong Kong en de Verenigde Staten. De restaurants in de Verenigde Staten, het Verenigd Koninkrijk, België en Parijs zijn volledig eigendom van Le Pain Quotidien, terwijl de andere andere vestigingen in franchise zijn gegeven.
Vaste kenmerken van Le Pain Quotidien restaurants zijn authentieke en eenvoudige voedingsproducten, meestal op of bij bio brood en een lange, smalle ‘gemeenschappelijke tafel' in een overwegend houten interieur.

## Geschiedenis
Op 26 oktober 1990 opende oprichter Alain Coumont de eerste Le Pain Quotidien aan de Dansaertstraat 16 in Brussel. Als jonge chef-kok was Coumont ontevreden over de kwaliteit van het brood dat in Brussel verkrijgbaar was. Dus begon hij zijn eigen brood te bakken, waarbij hij bloem, zuurdesem, water en zout mengde voor de bekende broden uit zijn jeugd. Hij richtte zijn winkel in met kasten die hij uit antiekwinkels had gehaald en een smalle, lange tafel van gerecycleerd hout, afkomstig van vloeren uit gesloopte Belgische treinen die op een plaatselijke rommelmarkt te krijgen waren. Dit werd de eerste gemeenschappelijke tafel van Le Pain Quotidien. 
De eerste locatie in de Verenigde Staten werd in 1997 geopend aan Madison Avenue in New York
In december 2019 verhoogde de holding Cobepa, onder meer gecontroleerd door de familie De Spoelberch, haar belang in LPQ van 32% naar 43% en verkocht de Franse voedingsfirma Norac haar belang van 25%. 
In mei 2020 -tijdens de Corona uitbraak- vroeg het moederbedrijf het faillissement aan in België en de Amerikaanse divisie vroeg een Gerechtelijk akkoord volgens Chapter 11 van de United States Bankruptcy Code aan. Dezelfde maand tekende het moederbedrijf een overeenkomst met de in New York gevestigde Aurify Brands, franchisenemer van diverse restaurantketens, die een overbruggingsfinanciering van $ 522.000 verschafte om de activiteiten voort te kunnen zetten en uiteindelijk alle Amerikaanse activiteiten voor $ 3 miljoen overnam. Aurify Brands, dat LPQ als een sterk merk ziet, was van plan om minstens 35 vestigingen te heropenen en 1.000 banen te creëren. 
In maart 2021 werd bekendgemaakt dat de zeven Nederlandse vestigingen verder door LPQ geëxploiteerd zullen worden. Een uitbreiding van de Nederlandse tak zou in de toekomst weer via franchisenemers kunnen verlopen.
In juli 2023 vroeg het bedrijf in het Verenigd Koninkrijk Surséance van betaling en sloot het -op de vestiging in het station St. Pancras na- alle locaties in het Verenigd Koninkrijk.
Anno 2025 telt Le Pain Quotidien wereldwijd 216 vestigingen, waarvan het 30 in eigen beheer heeft, voornamelijk in België.